# 金森健志
金森 健志（かなもり たけし、1994年4月4日 - ）は、福岡県福岡市出身のプロサッカー選手。Aリーグ・メン・メルボルン・シティFC所属。ポジションはミッドフィールダー、フォワード。筑陽学園中学校・高等学校卒業。既婚。

## 略歴

### プロ入り前
4歳の頃からサッカーを始める。筑陽学園中学校時代には、サンプロ アルウィンで行われた全国中学校サッカー大会決勝（桐蔭学園中学校戦）の試合に出場し、この試合を自身のベストゲームに選んでいる。 その後、筑陽学園高等学校に進学。高校3年生時には、伝統のエースナンバーである7番を付け、九州プリンスリーグで19試合20得点の活躍を見せる。2012年9月12日、アビスパ福岡公式よりJFA・Jリーグ特別指定選手としての申請が財団法人日本サッカー協会より9月11日付で承認された。2012年10月17日、アビスパ福岡へ2013年シーズンからの加入内定が発表された。

### アビスパ福岡
高卒ルーキーながらも、2013年のJ2開幕戦（東京ヴェルディ戦）で途中出場からJリーグデビューを果たした。また、J2第9節・ザスパクサツ群馬戦でJリーグ初得点を決めた。2016年6月18日の川崎フロンターレ戦では2得点を決めて、6月の月間ベストゴール賞にも選出された。

### 鹿島アントラーズ
2016年12月28日、鹿島アントラーズに加入することが発表された。2017年4月12日、AFCチャンピオンズリーグ・ブリスベン・ロアーFC戦で移籍後公式戦初出場を果たした。しかし、絶対的エースの金崎夢生や鈴木優磨らの牙城を崩すことはでぎず、時にはベンチから外れる時期もあり、在籍した2年半で出場は26試合に留まった。

### サガン鳥栖
2019年7月29日、サガン鳥栖への翌年1月31日までの期限付き移籍が発表された。
2020年1月3日に鳥栖への完全移籍が発表され、背番号も39から7に変更した。

### アビスパ福岡復帰
2021年、当初はサガン鳥栖に登録されていたが、2月18日にアビスパ福岡に復帰することが発表された。

### メルボルン・シティFC
2025年8月5日、Aリーグ・メンのメルボルン・シティFCへ完全移籍することが発表された。

### 代表
2013年8月にU-19日本代表に初招集された。2015年7月1日、U-22コスタリカ戦でU-22日本代表として初得点をあげる。2016年もU-23日本代表戦に選出されるも、リオデジャネイロオリンピックのメンバーからは外れた。

## 人物
- 2024年5月1日に一般女性と入籍[10]。
- 2024年12月に福岡市中央区警固でラーメン店をオープンすることを自身のX（旧Twitter）で発表した。実家が製麺所で、ラーメン屋にずっと興味があったという[11]。

## 所属クラブ
- 若久サッカー少年団
- 2006年 - 2009年 筑陽学園中学校
- 2009年 - 2012年 筑陽学園高等学校
  - 2012年9月 - 同年12月 アビスパ福岡（特別指定選手）
- 2013年 - 2016年  アビスパ福岡
- 2017年 - 2019年  鹿島アントラーズ
  - 2019年7月 - 同年12月  サガン鳥栖（期限付き移籍）
- 2020年 - 2021年2月  サガン鳥栖
- 2021年2月 - 2025年8月  アビスパ福岡
- 2025年8月 -  メルボルン・シティFC

## 個人成績
| 国内大会個人成績 | 国内大会個人成績 | 国内大会個人成績 | 国内大会個人成績 | 国内大会個人成績 | 国内大会個人成績 | 国内大会個人成績 | 国内大会個人成績 | 国内大会個人成績 | 国内大会個人成績 | 国内大会個人成績 | 国内大会個人成績 |
| 年度             | クラブ           | 背番号           | リーグ           | リーグ戦         | リーグ戦         | リーグ杯         | リーグ杯         | オープン杯       | オープン杯       | 期間通算         | 期間通算         |
| 年度             | クラブ           | 背番号           | リーグ           | 出場             | 得点             | 出場             | 得点             | 出場             | 得点             | 出場             | 得点             |
| 日本             | 日本             | 日本             | 日本             | リーグ戦         | リーグ戦         | リーグ杯         | リーグ杯         | 天皇杯           | 天皇杯           | 期間通算         | 期間通算         |
| ---------------- | ---------------- | ---------------- | ---------------- | ---------------- | ---------------- | ---------------- | ---------------- | ---------------- | ---------------- | ---------------- | ---------------- |
| 2013             | 福岡             | 24               | J2               | 37               | 6                | -                | -                | 1                | 0                | 38               | 6                |
| 2014             | 福岡             | 14               | J2               | 30               | 9                | -                | -                | 1                | 0                | 31               | 9                |
| 2015             | 福岡             | 7                | J2               | 32               | 6                | -                | -                | 2                | 0                | 34               | 6                |
| 2016             | 福岡             | 7                | J1               | 33               | 4                | 5                | 2                | 2                | 1                | 40               | 7                |
| 2017             | 鹿島             | 14               | J1               | 5                | 0                | 0                | 0                | 1                | 1                | 6                | 1                |
| 2018             | 鹿島             | 14               | J1               | 14               | 2                | 3                | 0                | 2                | 0                | 19               | 2                |
| 2019             | 鹿島             | 14               | J1               | 7                | 0                | 0                | 0                | 1                | 1                | 8                | 1                |
| 2019             | 鳥栖             | 39               | J1               | 14               | 0                | -                | -                | -                | -                | 14               | 0                |
| 2020             | 鳥栖             | 7                | J1               | 26               | 2                | 1                | 0                | -                | -                | 27               | 2                |
| 2021             | 鳥栖             | 7                | J1               | 0                | 0                | -                | -                | -                | -                | 0                | 0                |
| 2021             | 福岡             | 37               | J1               | 37               | 4                | 3                | 0                | 1                | 0                | 41               | 4                |
| 2022             | 福岡             | 7                | J1               | 26               | 0                | 5                | 0                | 4                | 1                | 35               | 1                |
| 2023             | 福岡             | 7                | J1               | 28               | 3                | 8                | 0                | 4                | 1                | 40               | 4                |
| 2024             | 福岡             | 7                | J1               | 27               | 1                | 2                | 0                | 1                | 1                | 30               | 2                |
| 2025             | 福岡             | 7                | J1               |                  |                  |                  |                  |                  |                  |                  |                  |
| 通算             | 日本             | 日本             | J1               | 217              | 16               | 27               | 2                | 16               | 6                | 260              | 24               |
| 通算             | 日本             | 日本             | J2               | 99               | 21               | -                | -                | 4                | 0                | 103              | 21               |
| 総通算           | 総通算           | 総通算           | 総通算           | 316              | 37               | 27               | 2                | 20               | 6                | 363              | 45               |

- 2012年は特別指定選手としての出場なし

その他の公式戦
- 2015年
  - J1昇格プレーオフ 2試合0得点

| 国際大会個人成績 | 国際大会個人成績 | 国際大会個人成績 | 国際大会個人成績 | 国際大会個人成績 | FIFA      | FIFA      |
| 年度             | クラブ           | 背番号           | 出場             | 得点             | 出場      | 得点      |
| AFC              | AFC              | AFC              | ACL              | ACL              | クラブW杯 | クラブW杯 |
| ---------------- | ---------------- | ---------------- | ---------------- | ---------------- | --------- | --------- |
| 2017             | 鹿島             | 14               | 4                | 0                | -         | -         |
| 2018             | 鹿島             | 14               | 8                | 0                | 0         | 0         |
| 2019             | 鹿島             | 14               | 4                | 1                | -         | -         |
| 通算             | AFC              | AFC              | 16               | 1                | 0         | 0         |

出場歴
- Jリーグ初出場 - 2013年3月3日 J2第1節・東京ヴェルディ戦（味の素スタジアム）
- Jリーグ初得点 - 2013年4月17日 J2第9節・ザスパクサツ群馬戦（正田醤油スタジアム群馬）

## タイトル

### クラブ
鹿島アントラーズ
- FUJI XEROX SUPER CUP：1回（2017年）
- AFCチャンピオンズリーグ：1回（2018年）

アビスパ福岡
- Jリーグカップ：1回（2023年）

### 個人
- Jリーグ月間MVP（2014年6月）

## 代表歴
- 2013年 U-19日本代表
  - アルクディア国際ユースサッカートーナメント
- 2013年 U-20日本代表
- 2014年 U-21日本代表
  - AFC U-22アジアカップ2013
  - アジア競技大会
- 2015年 U-22日本代表
- 2016年 U-23日本代表

## 出演

### CM
- ピザクック　
  - 『金森選手阿蘇の水編』福岡ソフトバンクホークス・松田宣浩と共演（2016年）
  - 『2016年夏のプラス100円セット』福岡ソフトバンクホークス・松田宣浩と共演（2016年）